# Kleine Alexanderstraße
Die Kleine Alexanderstraße ist eine Straße im Berliner Ortsteil Mitte des gleichnamigen Bezirks nordwestlich des Alexanderplatzes.

## Lage
Die Kleine Alexanderstraße liegt in der Spandauer Vorstadt. Sie verläuft westlich parallel zur Karl-Liebknecht-Straße etwa in Nordost-Südwest-Richtung. Sie mündet im Norden in die Weydingerstraße und endet im Süden als Sackgasse vor einem Neubaublock der Memhardstraße.

## Geschichte

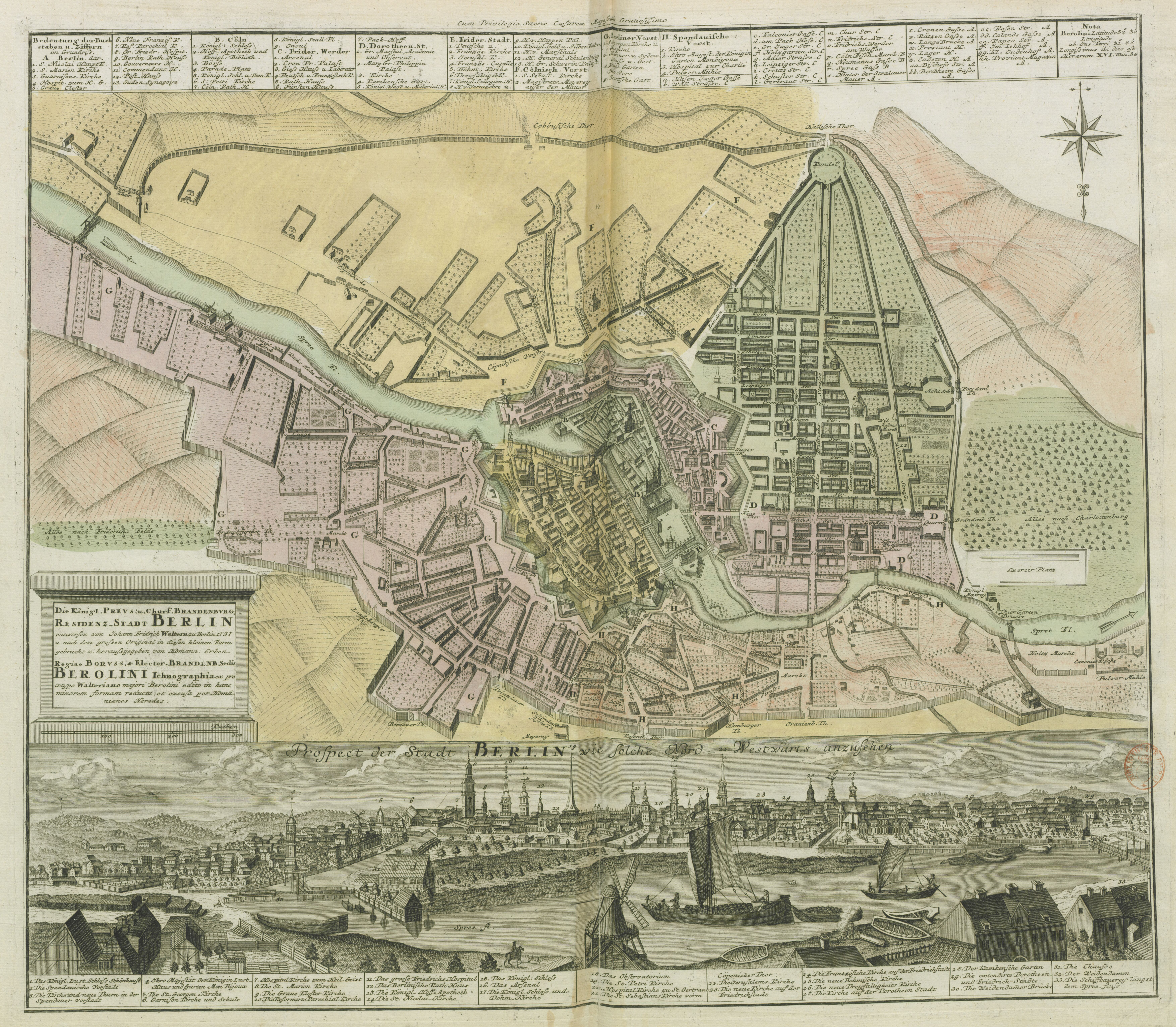
Berlin-Plan von Johann Friedrich Walther von 1737 (Karte gesüdet), die Lange Scheunengasse ist über dem Wort „BERLIN“ im untersten Teil der Karte eingezeichnet (zur Vergrößerung Karte zweimal anklicken)

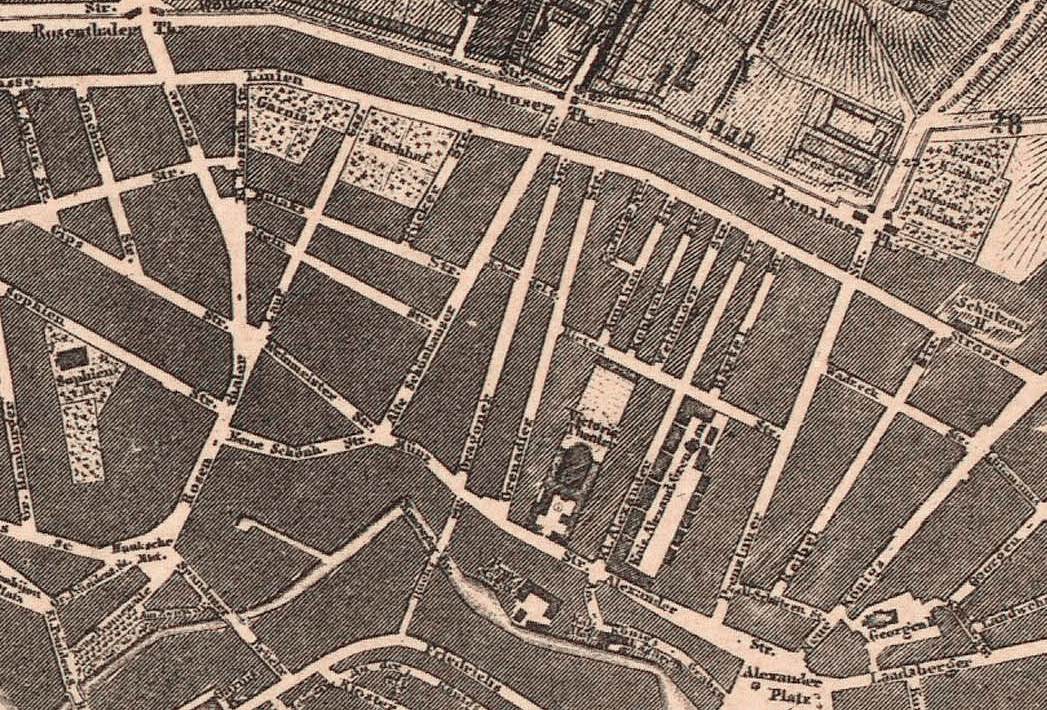
Plan Scheunenviertel, 1862, mit Kleiner Alexanderstraße, rechts unten die Kaserne, der Verlauf der westlich benachbarten Straßen änderte sich 1906 grundlegend

Die Straße wurde spätestens im ausgehenden 17. Jahrhundert angelegt, als nördlich der Berliner Befestigungsmauer im Gebiet zwischen Prenzlauer Straße (jetzt: Karl-Liebknecht-Straße) und Alter Schönhauer Straße etwa 27 Scheunen aufgebaut wurden und das Gebiet zum Scheunenfeld wurde. Von 1693 ist die erste Erwähnung als (Lange) Scheunengasse  bekannt, (daneben gab es noch sieben weitere  Scheunengassen). Sie ist auch auf den Plänen von Dusableau von 1723 und 1737 und von Johann Friedrich Walther von 1737 eingezeichnet.
1799 hieß sie Jacobs-Straße. In dieser Zeit waren fast alle Grundstücke mit Wohnhäusern bebaut.
Seit 1847 hieß sie Kleine Alexanderstraße, benannt nach der Kaserne des Kaiser-Alexander-Garde-Grenadier-Regiments, die sich an der südöstlichen Seite seit 1816 befand (ebenso wie die angrenzende Alexanderstraße, jetzt: Memhardstraße).
Die Bewohner kamen in dieser Zeit meist aus einfachen Bevölkerungsschichten, die Kleine Alexanderstraße bildete den westlichen Rand des Scheunenviertels.
In den 1930er Jahren befand sich in der ehemaligen Kaserne die SA-Feldpolizei, die dort auch politische Gegner kurzzeitig gefangen hielt.
Etwa in den 1960er Jahren wurde die westliche Seite zur Karl-Liebknecht-Straße mit Neubauten bebaut. Auf der gegenüberliegenden Straßenseite blieb die historische Bausubstanz teilweise erhalten. Das südliche Ende der Straße wurde durch einen breiten Neubaublock der Querstraße Memhardstraße blockiert, sodass dieser Teil der Straße nicht mehr passierbar war.
Nach 1990 wurden einige historische Gebäude saniert. Seit 1996 entstand ein Neubaublock auf der östlichen Seite.

## Bebauung und Kulturdenkmale
Die Kleine Alexanderstraße ist  geprägt vor allem durch die Rückseiten von größeren Gebäudekomplexen der benachbarten Straßen.
Auf der östlichen Seite befindet sich die Rückseite des großen ehemaligen Gebäudes des Berliner Verlags, an der südlichen Seite ein großer DDR-Neubaublock an der Memhardstraße und auf der westlichen Seite die Rückseite des Kinos Babylon mit zwei angrenzenden Wohnhäusern aus den 1920er Jahren, sowie die Rückseite des Karl-Liebknecht-Hauses, der Zentrale der Partei Die Linke (offizielle Adresse: Kleine Alexanderstraße 28).
In der Kleinen Alexanderstraße  gibt es auch einige Stolpersteine für ehemalige jüdische Bewohner, die in der Zeit des Nationalsozialismus deportiert und ermordet wurden.